# Helena af Grækenland
Prinsesse Helena af Grækenland og Danmark (græsk: Πριγκίπισσα Ελένη της Ελλάδας και Δανίας; 2. maj 1896 – 28. november 1982) var en græsk prinsesse, der var hustru til kong Carol 2. af Rumænien og mor til kong Mihai 1..

## Biografi

### Tidlige liv
Prinsesse Helena blev født den 2. maj 1896 i Grækenlands hovedstad Athen, datter af kronprins Konstantin. Hun havde tre brødre — Georg, Alexander, og Paul — som alle tre blev konger af Grækenland, og to søstre, Irene og Katharina. På grund af politiske uroligheder i Grækenland måtte Helena og hendes forældre gå i eksil flere gange. Hun mødte kronprins Carol af Rumænien i Schweitz i 1919. De blev gift i 1921. (Hendes bror Georg giftede sig med Carols søster Prinsesse Elisabeth.)

### Kronprinsesse og dronningmor
Deres søn og eneste barn Mihai blev født i 1921. Ægteskabet var dog ikke lykkeligt, da Carol i 1925 begyndte en kærlighedsaffaire med Magda Lupescu. På grund af skandalen måtte han opgive sin stilling og gå i eksil. Mihai blev kronprins og Helena blev tildelt titlen "Princesse af Rumænien".
Da kong Ferdinand døde i 1927 blev den fem-årige Mihai konge. Helena og Carol skiltes i 1928. Hun havde ingen politisk rolle under regentskabet.
Carol vente tilbage til Rumænien i 1930 og blev udråbt konge. Efter nogen forhandlinger om at annullere skilsmissen gik Helena i eksil i Italien. Da Mihai kom til tronen for anden gang i 1940 vente hun tilbage og blev Dronningmor af Rumænien. Hun gik i eksil for sidste gang i 1947, da monarkiet blev afskaffet.

### Senere liv
Hun døde 86 år gammel den 28. november 1982 i Lausanne i Schweiz.